# Zoonosi
Con il termine zoonosi si intende una qualsiasi malattia infettiva che può essere trasmessa dagli animali (escluso l'uomo) all'uomo (se la trasmissione avviene dall'uomo ad altre specie animali, si parla di antroponosi) direttamente (contatto con la pelle, peli, uova, sangue o secrezioni) o indirettamente (tramite altri organismi vettori o ingestione di alimenti infetti).
Il termine zoonosi è onnicomprensivo, ma ne esistono altri, usati a volte in sinonimia, aventi significato più esplicativo: antropozoonosi indica malattie trasmesse all’uomo dagli altri vertebrati mentre zooantroponosi indica malattie trasmesse agli altri vertebrati dall’uomo. Con anfixenosi si indicano, infine, malattie presenti sia nell’uomo sia negli altri vertebrati e reciprocamente trasmissibili.
La salute umana è correlata strettamente a quella degli animali con cui l'uomo entra in contatto o di cui l'uomo si serve. Le zoonosi pertanto conferiscono carattere di pericolosità a molte attività che richiedono contatti con gli animali. Rappresentano pertanto una continua fonte di pericolo e sono oggetto di ricerche da parte di ricercatori che sono pervenuti a riconoscerne più di un centinaio (ad esempio, virosi, rickettsiosi, micosi, malattie protozoarie, elmintiasi, infestazioni trasmesse da artropodi e da insetti).
Le zoonosi trasmissibili attraverso gli alimenti possono inoltre essere fonte di gravi perdite economiche per l'industria degli alimenti, in quanto quando si manifesta un focolaio di infezione, gli alimenti infetti o sospetti infetti devono essere distrutti. Costituiscono fonte di preoccupazione anche le zoonosi trasmesse da fonti diverse dagli alimenti, in particolare quelle trasmesse dagli animali selvatici e dagli animali da compagnia.

## Sviluppo storico delle malattie zoonotiche
Durante la preistoria le persone erano generalmente organizzate in piccoli gruppi di cacciatori-raccoglitori, che molto raramente erano costituiti da più di 150 individui e che non entravano sovente in contatto con altri gruppi. Per questa ragione le malattie epidemiche o pandemiche che dipendono dal costante afflusso ed efflusso di nuovi esseri umani che non hanno sviluppato una risposta immune tendevano ad esaurirsi (anche perché scontavano una naturale quarantena) in una popolazione.
Per sopravvivere, un patogeno biologico deve provocare un'infezione cronica, i germi devono rimanere vitali nell'ospite a lungo o avere comunque un reservoir non umano (vettore) nel quale vivere e proliferare mentre si attende un nuovo ospite. In effetti, per molte delle malattie 'umane' l'essere umano è spesso una vittima accidentale ed un ospite a vicolo-cieco. È il caso della rabbia, dell'antrace, della tularemia, del virus del Nilo occidentale e molte altre. Questo fattore ha influito sullo sviluppo umano in relazione a malattie zoonotiche non epidemiche.
Molte malattie moderne, anche epidemiche, sono iniziate come zoonosi, ovvero l'agente patogeno ha subito una modificazione (in gergo scientifico salto di specie) che gli ha permesso di vivere e moltiplicarsi non solo nell'animale, ma anche nell'organismo umano. È difficile avere la certezza su quali malattie sono passate dagli animali all'uomo, ma ci sono prove evidenti che il morbillo, il vaiolo, l'influenza e la difterite sono pervenute all'uomo con tale modalità. Anche l'HIV, il comune raffreddore e la tubercolosi potrebbero provenire dagli animali. Attualmente le zoonosi sono di interesse pratico perché spesso si tratta di malattie non diagnosticate e perché oggi esse hanno maggior virulenza a causa delle basse difese immunitarie delle popolazioni. Il virus del Nilo occidentale apparve negli USA nel 1999 nell'area di New York ed attraversò il paese nell'estate del 2002, causando molti problemi. La peste bubbonica è una malattia zoonotica, così come la salmonellosi, la febbre bottonosa delle montagne rocciose e la malattia di Lyme.
Il fattore che più contribuisce all'aumento delle nuove zoonosi è l'aumentato contatto tra gli esseri umani e le forme di vita selvatiche. Questo può essere causato sia dallo spostamento di attività umana in zone selvagge sia dal movimento di animali selvatici in aree umane in seguito a disturbi antropologici o ambientali. Un esempio è la comparsa del Nipah virus in Malesia nel 1999, quando l'allevamento intensivo di suini fu introdotto nell'habitat naturale di pipistrelli fruttivori, portatori del virus. Cause non ancora chiarite determinarono il passaggio della patologia alla popolazione suina, che svolse un ruolo di ospite amplificatore e trasmise il virus ad alcuni allevatori, provocando la morte di 105 persone.
Un evento simile si è verificato in tempi più recenti, quando l'influenza aviaria ed il West Nile virus vennero trasmessi alla popolazione umana, probabilmente a causa delle interazioni tra gli ospiti portatori e gli animali domestici. Animali caratterizzati da grande mobilità, come pipistrelli e uccelli, possono determinare un rischio molto più alto di trasmissione di patologie zoonotiche, grazie alla facilità con la quale si possono spostare all'interno di aree abitate dall'uomo. Patologie come la malaria, la schistosomiasi, l'oncocercosi e l'elefantiasi non sono vere zoonosi, anche se possono essere trasmesse da insetti o utilizzare ospiti intermedi (vettore). Questo poiché necessitano, in almeno uno degli stadi di sviluppo, di un ospite umano.

## Sorveglianza delle zoonosi
In Europa tutte le zoonosi sono sottoposte a un sistema di sorveglianza coordinata tra gli Stati membri. Secondo la Direttiva 2003/99/CE del Parlamento europeo e del Consiglio europeo del 17 novembre 2003 le zoonosi sono classificate in due categorie:

### Zoonosi da sottoporre a sorveglianza
Sono tutte quelle riportate nel Regolamento di Polizia Veterinaria, tra cui:
- Brucellosi
- Campilobatteriosi
- Echinococcosi
- Listeriosi
- Salmonellosi
- Trichinellosi
- Tubercolosi causata da Mycobacterium bovis
- Infezioni da Escherichia coli produttori di verocitotossine

### Zoonosi da sottoporre a sorveglianza in funzione della situazione epidemiologica
- Zoonosi virali (Calicivirus, Virus dell'epatite A, Virus dell'influenza, Virus della rabbia, Arbovirus)
- Zoonosi batteriche: (borreliosi, botulismo, leptospirosi, psittacosi, tubercolosi diverse da quella dovute a Mycobacterium bovis, vibriosi e yersiniosi)
- Zoonosi da parassiti: (anisakidosi, criptosporidiosi, cisticercosi e toxoplasmosi).

## Lista di zoonosi
| Malattia                                                  | Patogeno                                                                                                 | Tipo di patogeno | Animali infettabili                                                                                 | Trasmissione all'uomo | Emergenza più rilevante                |
| --------------------------------------------------------- | --- | ---------------- | --------------------------------------------------------------------------------------------------- | --- | -------------------------------------- |
| Anaplasmosi granulocitica umana                           | Anaplasma phagocytophilum                                                                                | Batterio         | Cani, gatti, topi e pecore                                                                          | Iniezione tramite punture della zecca dei boschi                                                                          |                                        |
| Angiostrongiliasi                                         | Angiostrongylus cantonensis Angiostrongylus costaricensis                                                | Elminta          | Ratti                                                                                               | Ingestione di lumache, molluschi e crostacei infetti crudi o poco cotti, verdure contaminate                              |                                        |
| Anisakidosi                                               | Anisakis                                                                                                 | Elminta          | Balene, delfini, foche, leoni marini e altri animali marini                                         | Ingestione di pesce infetto crudo o poco cotto                                                                            |                                        |
| Antrace                                                   | Bacillus anthracis                                                                                       | Batterio         | Bovini, pecore, capre, cammelli, cavalli e maiali                                                   | Ingestione, inalazione o contatto con la pelle delle spore                                                                |                                        |
| Babesiosi                                                 | Babesia                                                                                                  | Protozoo         | Topi                                                                                                | Iniezione tramite punture delle zecche del genere Ixodes                                                                  |                                        |
| Brucellosi                                                | Brucella                                                                                                 | Batterio         | Bestiame, capre, maiali e pecore                                                                    | Ingestione di latte o carne infetti                                                                                       | 1900, endemico nell'area Mediterranea  |
| Campylobatteriosi                                         | Campylobacter                                                                                            | Batterio         | Polli                                                                                               | Ingestione di carne infetta cruda o poco cotta                                                                            |                                        |
| Capillariasi                                              | Capillaria philippinensis Capillaria hepatica                                                            | Elminta          | Roditori, uccelli, volpi                                                                            | Ingestione di pesce crudo o poco cotto, acqua o suolo contaminati                                                         |                                        |
| Cheyletiellosi                                            | Cheyletiella                                                                                             | Acaro            | Cani, gatti, conigli                                                                                | Contatto fisico con animali infetti                                                                                       |                                        |
| Cisticercosi                                              | Taenia solium Taenia asiatica Taenia saginata                                                            | Elminta          | Bestiame e maiali                                                                                   | Ingestione di uova da acqua o cibo contaminato e ingestione di carne di maiale infetta cruda o poco cotta                 |                                        |
| Colera aviare                                             | Pasteurella multocida                                                                                    | Batterio         | Ratti                                                                                               | Ingestione di carne infetta cruda o poco cotta, acqua contaminata da feci                                                 |                                        |
| Coriomeningite linfocitaria                               | Lymphocytic choriomeningitis virus                                                                       | Virus            | Roditori                                                                                            | Contatto con fluidi corporei di animali infetti                                                                           |                                        |
| COVID-19                                                  | SARS-CoV-2                                                                                               | Virus            | Pipistrelli, felini, visoni (sospettati)                                                            | Inalazione del virione | 2019-2023, pandemico                   |
| Criptococcosi                                             | Cryptococcus neoformans                                                                                  | Fungo            | Piccioni                                                                                            | Inalazione o contatto con le spore                                                                                        |                                        |
| Criptosporidiosi                                          | Cryptosporidium                                                                                          | Protozoo         | Bovini, cani, gatti, topi, maiali, cavalli, cervi, pecore, capre, conigli, gechi leopardi e uccelli | Ingestione delle cisti presenti nell'acqua infetta                                                                        |                                        |
| Dirofilariasi                                             | Dirofilaria                                                                                              | Elminta          | Cani, lupi, volpi, gatti, scimmie, procioni, orsi, conigli, castori, furetti e rettili              | Iniezione tramite punture di zanzare                                                                                      |                                        |
| Echinococcosi                                             | Echinococcus                                                                                             | Elminta          | Cani, volpi, sciacalli, lupi, coyote, pecore, maiali e roditori                                     | Ingestione di uova da cibo o acqua contaminata                                                                            |                                        |
| Ectima contagioso                                         | Orf virus                                                                                                | Virus            | Pecore e capre                                                                                      | Contatto fisico con animali infetti                                                                                       |                                        |
| Encefalite di La Crosse                                   | La Crosse virus                                                                                          | Virus            | Scoiattoli                                                                                          | Iniezione tramite punture di zanzare                                                                                      |                                        |
| Encefalite di Saint-Louis                                 | Saint Louis encephalitis virus                                                                           | Virus            | Uccelli                                                                                             | Iniezione tramite punture di zanzare                                                                                      |                                        |
| Encefalite giapponese                                     | Japanese encephalitis virus                                                                              | Virus            | Maiali e uccelli                                                                                    | Iniezione tramite punture di zanzare                                                                                      |                                        |
| Encefaliti equine                                         | Eastern equine encephalitis virus Venezuelan equine encephalitis virus Western equine encephalitis virus | Virus            | Cavalli, asini, zebre, uccelli                                                                      | Iniezione tramite punture di zanzare                                                                                      |                                        |
| Encefalopatia spongiforme bovina                          | Proteina PrPc che si ripiega in PrPSc                                                                    | Prione           | Bestiame                                                                                            | Ingestione di carne infetta cruda o poco cotta                                                                            | 1986, Regno Unito                      |
| Epatite E                                                 | Hepatitis E virus                                                                                        | Virus            | Animali domestici                                                                                   | Ingestione di cibi contaminati                                                                                            |                                        |
| Fascioliasi                                               | Fasciola hepatica Fasciola gigantica                                                                     | Elminta          | Bestiame, pecore e bufali                                                                           | Ingestione di piante contaminate                                                                                          |                                        |
| Febbre bottonosa                                          | Rickettsia conorii                                                                                       | Batterio         | Animali domestici                                                                                   | Iniezione tramite punture di zecche Rhipicephalus sanguineus                                                              |                                        |
| Febbre Dengue                                             | Dengue virus                                                                                             | Virus            | Scimmie                                                                                             | Iniezione tramite punture di zanzare del genere Aedes                                                                     | 2019-2020, paesi con climi equatoriali |
| Febbre da morso di ratto                                  | Streptobacillus moniliformis                                                                             | Batterio         | Ratti e topi                                                                                        | Morsi o graffi da animali infetti                                                                                         |                                        |
| Febbre di Lassa                                           | Lassa virus                                                                                              | Virus            | Topi                                                                                                | Ingestione di cibi contaminati da feci o urine di Mastomys natalensis                                                     |                                        |
| Febbre del Nilo occidentale                               | West Nile virus                                                                                          | Virus            | Uccelli e cavalli                                                                                   | Iniezione tramite punture di zanzare                                                                                      |                                        |
| Febbre della Rift Valley                                  | Rift Valley fever phlebovirus                                                                            | Virus            | Ruminanti                                                                                           | Iniezione tramite punture di zanzare delle specie Culex tritaeniorhynchus e Aedes vexans                                  | 1998, Kenya                            |
| Febbre emorragica Congo-Crimea                            | Crimean-Congo hemorrhagic fever orthonairovirus                                                          | Virus            | Acari e zecche                                                                                      | Iniezione tramite punture di acari e zecche, contatto con fluidi corporei di persone infette                              |                                        |
| Febbre maculosa delle Montagne Rocciose                   | Rickettsia rickettsii                                                                                    | Batterio         | Cani e roditori                                                                                     | Iniezione tramite punture di zecche                                                                                       |                                        |
| Febbre Q                                                  | Coxiella burnetii                                                                                        | Batterio         | Cani, gatti, bovini, ovini, caprini e conigli                                                       | Iniezione tramite punture di zecche e contatto con fluidi corporei di animali infetti                                     |                                        |
| Giardiasi                                                 | Giardia lamblia                                                                                          | Protozoo         | Roditori, cervi, bovini, capre, pecore, cani, gatti                                                 | Ingestione delle spore |                                        |
| Hantavirosi                                               | Orthohantavirus                                                                                          | Virus            | Roditori                                                                                            | Contatto con fluidi corporei di animali infetti                                                                           |                                        |
| Infezione da virus Hendra                                 | Hendra virus                                                                                             | Virus            | Pipistrelli e cavalli                                                                               | Contatto con fluidi corporei di animali infetti                                                                           |                                        |
| Infezione da virus Nipah                                  | Nipah virus                                                                                              | Virus            | Pipistrelli e maiali                                                                                | Contatto con fluidi corporei di animali infetti                                                                           |                                        |
| Influenza                                                 | Orthomyxoviridae                                                                                         | Virus            | Vertebrati                                                                                          | Inalazione del virione | Sempre esistito, pandemico             |
| Influenza aviaria                                         | Influenza A virus sottotipo H5N1                                                                         | Virus            | Uccelli selvatici e domestici                                                                       | Inalazione del virione | 2003-2019, sud-est asiatico e Egitto   |
| Influenza suina                                           | Influenza A virus sottotipo H1N1, H1N2                                                                   | Virus            | Maiali                                                                                              | Inalazione del virione | 1976, USA                              |
| Istoplasmosi                                              | Histoplasma capsulatum                                                                                   | Fungo            | Pipistrelli e uccelli                                                                               | Inalazione del fungo |                                        |
| Lebbra                                                    | Mycobacterium leprae Mycobacterium lepromatosis                                                          | Batterio         | Scimmie, armadilli, conigli, topi                                                                   | Contatto con fluidi corporei di animali infetti e ingestione di cibi contaminati                                          | 2000 A.C., India                       |
| Leishmaniosi umana                                        | Leishmania                                                                                               | Protozoo         | Cani e roditori                                                                                     | Iniezione tramite punture di zanzare                                                                                      | 2004, Afghanistan                      |
| Leptospirosi                                              | Leptospira                                                                                               | Batterio         | Roditori, maiali, cavalli, capre, pecore, bovini, bufali, volpi e cani                              | Contatto con fluidi corporei di animali infetti                                                                           | 1616-1620, New England                 |
| Listeriosi                                                | Listeria                                                                                                 | Batterio         | Bovini, suini                                                                                       | Ingestione di cibi contaminati                                                                                            |                                        |
| Malattia da graffio di gatto                              | Bartonella henselae                                                                                      | Batterio         | Gatti                                                                                               | Morsi o graffi da animali infetti                                                                                         |                                        |
| Malattia da virus Marburg                                 | Marburg marburgvirus Ravn virus                                                                          | Virus            | Pipistrelli                                                                                         | Contatto con fluidi corporei di animali infetti                                                                           | 2004, Angola                           |
| Malattia di Chagas                                        | Trypanosoma cruzi                                                                                        | Protozoo         | Armadilli e insetti                                                                                 | Ingestione di alimenti contaminati da escrementi di insetti o di mammiferi infetti                                        |                                        |
| Malattia di Creutzfeldt-Jakob                             | Proteina PrPc che si ripiega in PrPvCJD                                                                  | Prione           | Bestiame                                                                                            | Ingestione di carne infetta da encefalopatia spongiforme bovina cruda o poco cotta                                        | 1996-2001, Regno Unito                 |
| Malattia di Kyasanur                                      | Kyasanur Forest disease virus                                                                            | Virus            | Pipistrelli, scimmie e roditori                                                                     | Iniezione tramite punture di zecche                                                                                       |                                        |
| Malattia di Lyme                                          | Borrelia burgdorferi                                                                                     | Batterio         | Cani, cervi, lupi, uccelli, roditori, conigli, lepri, rettili                                       | Iniezione tramite punture di zecche                                                                                       |                                        |
| Malattia da virus Ebola                                   | Ebolavirus                                                                                               | Virus            | Pipistrelli, scimmie e roditori                                                                     | Contatto con fluidi corporei di animali infetti                                                                           | 2013-2016, Africa                      |
| Malattia da virus Zika                                    | Zika virus                                                                                               | Virus            | Primati                                                                                             | Iniezione tramite punture di zanzara, morsi o graffi da animali infetti e contatto con fluidi corporei di animali infetti | 2015-2016, Brasile e Oceania           |
| Malattie intestinali/diarroiche                           | Escherichia coli Campylobacter Salmonella Listeria Shigella                                              | Batterio         | Bovini, pollame                                                                                     | Ingestione di alimenti infetti crudi o poco cotti, verdure non lavate infette                                             |                                        |
| Melioidosi                                                | Burkholderia pseudomallei                                                                                | Batterio         | Maiali, ratti, capre e pecore                                                                       | Contatto fisico con animali infetti                                                                                       |                                        |
| Morva                                                     | Burkholderia mallei                                                                                      | Batterio         | Cavalli e asini                                                                                     | Contatto fisico con animali infetti                                                                                       |                                        |
| Peste                                                     | Yersinia pestis                                                                                          | Batterio         | Conigli, lepri, roditori, furetti, capre, pecore e cammelli                                         | Iniezione tramite puntura delle pulci Xenopsylla cheopis                                                                  | 1347-1353, Europa                      |
| Psittacosi                                                | Chlamydophila psittaci                                                                                   | Batterio         | Uccelli                                                                                             | Contatto con fluidi corporei di animali infetti                                                                           |                                        |
| rabbia                                                    | Rabies lyssavirus                                                                                        | Virus            | Pipistrelli, cani, scimmie, procioni, volpi, puzzole, bovini, capre, pecore e gatti                 | Morsi o graffi da animali infetti                                                                                         |                                        |
| Sindrome da immunodeficienza acquisita (AIDS)             | HIV | Virus            | Primati                                                                                             | Contatto con fluidi corporei di animali infetti                                                                           | 1981-presente, pandemico               |
| Sindrome respiratoria acuta severa (SARS)                 | SARS-CoV-1                                                                                               | Virus            | Pipistrelli e civette                                                                               | Inalazione del virione | 2002-2004, Cina                        |
| Sindrome respiratoria mediorientale da coronavirus (MERS) | MERS-CoV                                                                                                 | Virus            | Pipistrelli e cammelli                                                                              | Inalazione del virione | 2012-presente, Arabia Saudita          |
| Toxocariasi                                               | Toxocara canis Toxocara cati                                                                             | Elminta          | Cani, volpi e gatti                                                                                 | Ingestione di carne infetta cruda o poco cotta                                                                            |                                        |
| Toxoplasmosi                                              | Toxoplasma gondii                                                                                        | Protozoo         | Bestiame, gatti e pollame                                                                           | Contatto con fluidi corporei di animali infetti e ingestione di carne infetta cruda o poco cotta                          |                                        |
| Trichinellosi                                             | Trichinella                                                                                              | Elminta          | Roditori, maiali, cavalli, orsi, trichechi, cani, volpi, coccodrilli e uccelli                      | Ingestione di carne infetta cruda o poco cotta                                                                            |                                        |
| Tripanosomiasi africana umana                             | Trypanosoma brucei gambiense Trypanosoma brucei rhodesiense                                              | Protozoo         | Animali selvatici e bestiame                                                                        | Iniezione tramite puntura della mosca tse-tse                                                                             | 1900-1920, endemico in Africa          |
| Tubercolosi                                               | Mycobacterium bovis                                                                                      | Batterio         | Bovini, cervi, maiali, gatti, volpi, opossum e roditori                                             | Contatto con fluidi corporei di animali infetti i inalazione delle esalazioni                                             |                                        |
| Tularemia                                                 | Francisella tularensis                                                                                   | Batterio         | Roditori, conigli e lepri                                                                           | Iniezione tramite puntura di numerosi insetti                                                                             |                                        |
| Vaiolo bovino                                             | Cowpox virus                                                                                             | Virus            | Bovini                                                                                              | Contatto fisico con animali infetti                                                                                       |                                        |
| Mpox                                                      | Monkeypox virus                                                                                          | Virus            | Roditori e primati                                                                                  | Contatto fisico con animali infetti                                                                                       |                                        |
| Yersiniosi                                                | Yersinia enterocolitica Yersinia pseudotubercolosis                                                      | Batterio         | Maiali                                                                                              | Consumo di alimenti di origine animale contaminati                                                                        |                                        |